# Mellivora capensis
El ratel (Mellivora capensis), también conocido como tejón de la miel o tejón melero, es una especie de mamífero carnívoro de la familia Mustelidae propio de África, Oriente Medio y el subcontinente Indio. Es la única especie actual de su género y de su subfamilia (Mellivorinae).

## Características
Es de cuerpo alargado y robusto. Suele medir unos 85 centímetros de longitud y 30 centímetros de altura. Un macho adulto llega a pesar 14 kg; las hembras, por su parte, no alcanzan los 9 kg. Tiene cabeza larga, patas cortas y fuertes, con dedos provistos de uñas sólidas muy aptas para excavar, y una corta cola. Su pelaje es gris en la cabeza, cuello, dorso y cola. Las partes inferiores son casi negras, y entre ambas zonas existe una línea muy clara, casi blanca.

## Distribución
Está ampliamente distribuido en África, encontrándose en la mayor parte del África subsahariana desde el sur de Marruecos y Argelia hasta Sudáfrica. En Asia se encuentra en la península arábiga, Jordania, Palestina,  sur de Líbano, Irak, Irán occidental, Azerbaiyán, Turkmenistán, Pakistán, India y Nepal.

## Dieta
Su dieta pasa desde grandes presas a, en ocasiones, carroña, aunque su plato preferido lo encuentra destrozando colmenas. Su costumbre de saquear colmenas para alimentarse de miel les ha llevado a enfrentarse con los apicultores, que a veces les disparan, les ponen trampas o los envenenan. Pese a su gusto por la miel es principalmente carnívoro y devora cualquier animal, incluyendo roedores, aves, pequeños antílopes, lagartos, tortugas, ranas, serpientes e invertebrados. Comen también alimentos vegetales como las bayas, raíces y bulbos.
Para cazar roedores como los jerbos y ardillas de tierra, excavan sus madrigueras. Son capaces de alimentarse de tortugas, sin dificultad, debido a sus poderosas mandíbulas. Puede matar a las serpientes venenosas, como las cobras, o las más grandes; se registró, por ejemplo, como un ratel mató y se comió una pitón de 3 m de longitud. Devoran todas las partes de sus presas, incluyendo la piel, pelo, plumas, carne y huesos, sosteniendo su comida con sus patas delanteras. Cuando buscan alimentos vegetales, levantan piedras o rompen la corteza de los árboles.

## Inmunidad al veneno
Se cree que el tejón de la miel desarrolla cierta inmunidad al veneno de algunas serpientes a lo largo de su vida, aunque no se ha demostrado el mecanismo fisiológico exacto que lo produce.

## Comportamiento

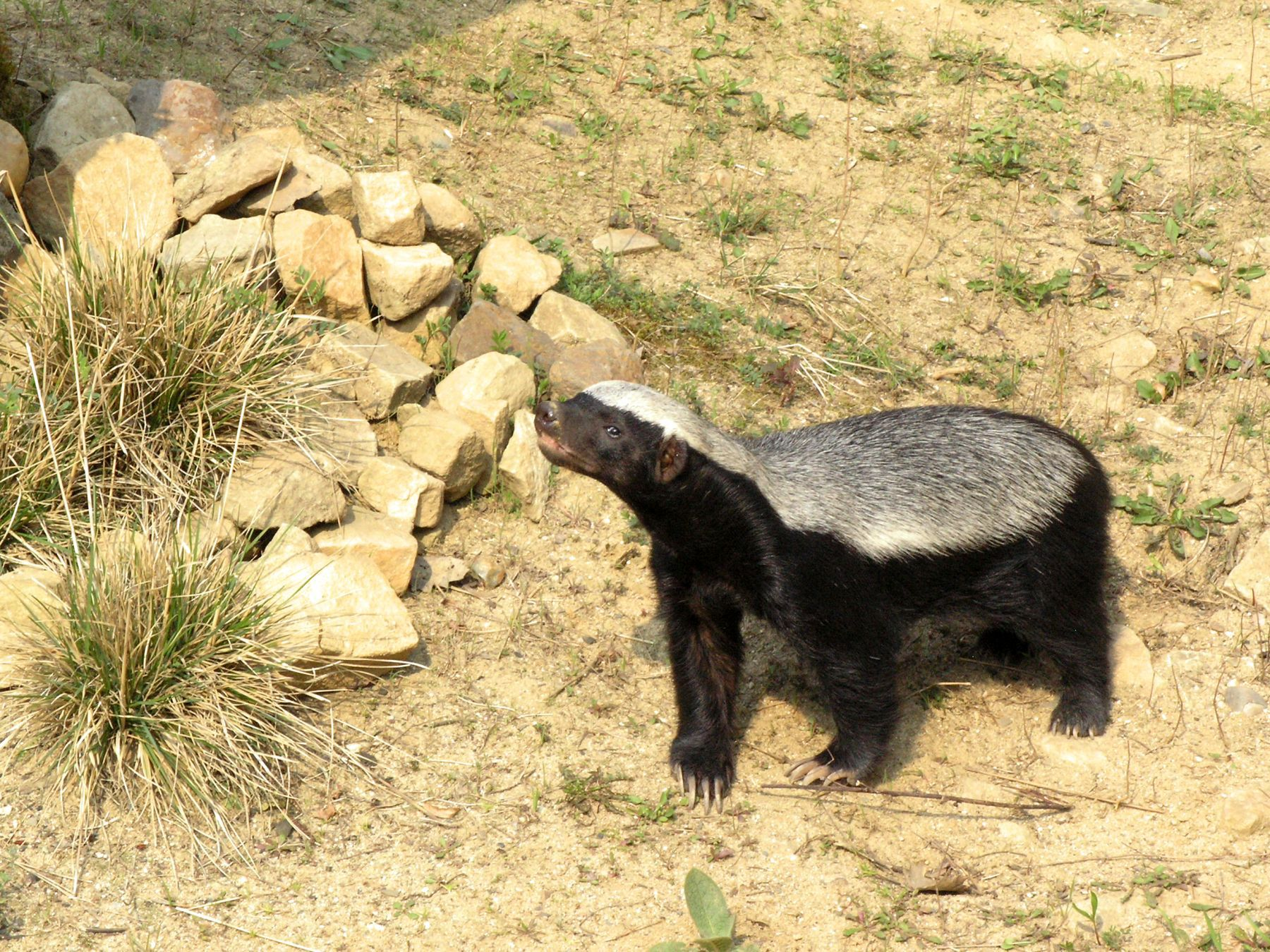
Ratel en el Jardín zoológico de Praga.

Los rateles son considerados el "paradigma de la ferocidad", ya que hacen reflejo de ella en cada acto, son tenaces y resistentes ya que nunca dejan escapar una presa. Son famosos por su dureza. Se les ha visto peleando con animales con un tamaño mucho mayor como leones, leopardos, osos o tigres.
En 2002 fue incluido en el libro Guinness de los récords como: "most fearless animal in the world" (el animal más valiente del mundo).
Es un animal generalmente nocturno, aunque cambia su actividad durante las épocas secas y frías, en las cuales se convierte en diurno.
Normalmente es solitario, el mayor nivel de interacción es que la hembra se alimenta junto a su cachorro o que, durante la época de apareamiento, macho y hembra cacen juntos.

## Taxonomía
Los rateles aparecieron por primera vez en el Plioceno medio en Asia. Sus parientes más próximos conocidos son los extintos géneros Eomellivora, conocido desde el Mioceno, y que evolucionó a varias especies hasta el Plioceno tanto en el Viejo como el Nuevo Mundo, y Howellictis, conocido del Mioceno tardío del centro de África.

### Subespecies

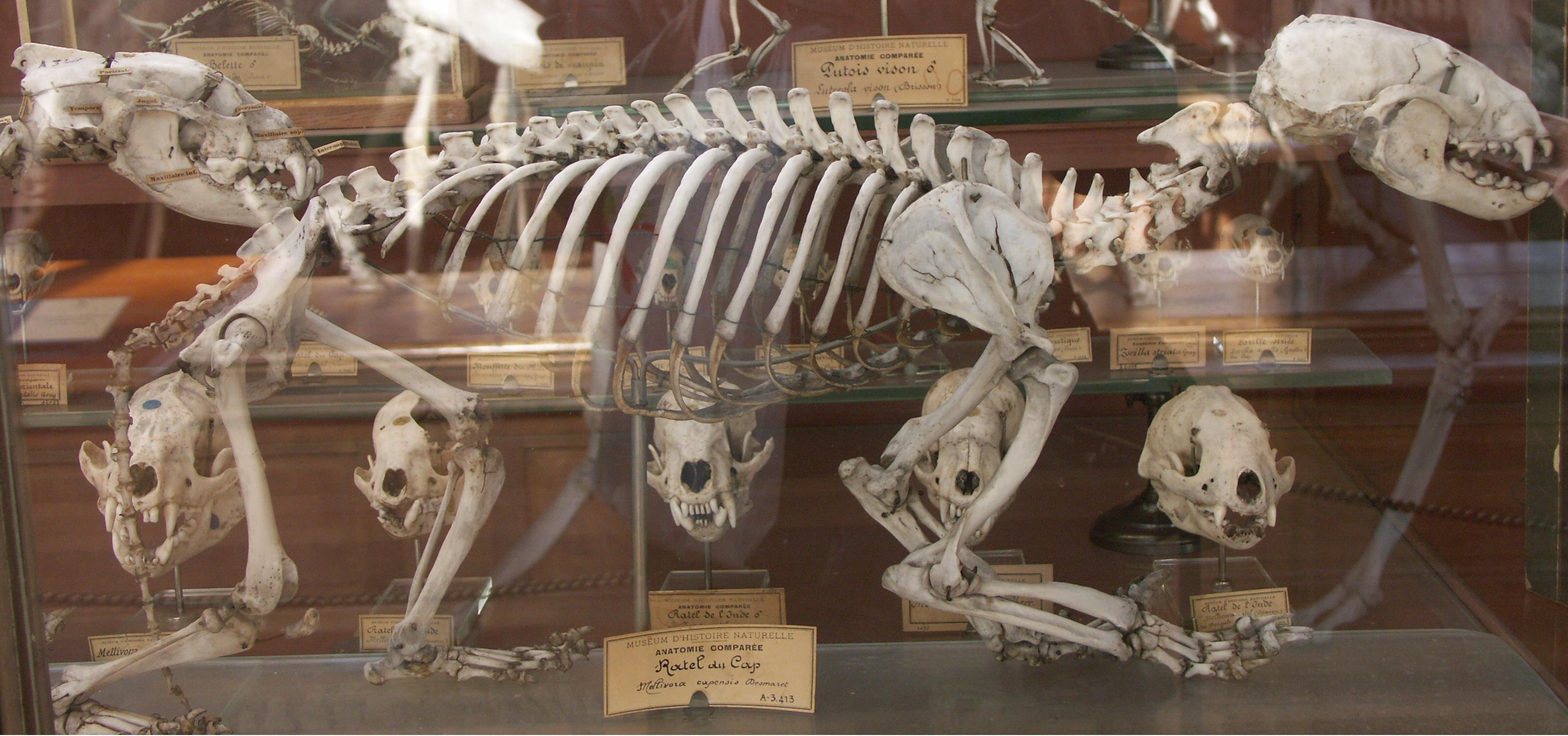
Esqueleto de ratel del Cabo en el museo Nacional de Historia Natural de Francia.

Se conocen 12 subespecies de ratel:
- Mellivora capensis capensis
- Mellivora capensis abyssinica
- Mellivora capensis buechneri
- Mellivora capensis concisa
- Mellivora capensis cottoni
- Mellivora capensis inaurita
- Mellivora capensis indica
- Mellivora capensis leuconota
- Mellivora capensis maxwelli
- Mellivora capensis pumilio
- Mellivora capensis signata
- Mellivora capensis wilsoni